# Italian Academy 2
Italian Academy 2 o Academy è stato un talent show di Rai 2 condotto da Lucilla Agosti e interamente dedicato alla danza.
Il programma è andato in onda a partire dal 13 aprile 2009, dal lunedì al venerdì dalle 14,00 alle 15,00 e dal 4 maggio 2009 anche dalle 17,20 alle 18,00 con la striscia quotidiana e dal 25 aprile 2009 per otto sabati consecutivi dalle 14,05 alle 17,00 con la diretta.
Protagonisti del programma sono dodici ragazzi e dodici ragazze dai 18 ai 24 anni che sognano di danzare. Nella prima fase i ragazzi si sfidano uno contro l'altro (sfide a due a due) e il vincitore di ogni coppia è decretato dalla giuria composta da: Raffaele Paganini per la danza classica, Luciana Savignano per la danza moderna, Little Phil  per la danza hip hop e l'insegnante della materia aggiuntiva che cambia ogni settimana.
Inoltre i tre insegnanti sono accompagnati dai coreografi che sono: Susanna Beltrami per la danza moderna e Luigi Martelletta per la danza classica; a capo di tutta la struttura del programma c'è la direttrice Barbara Alberti, che interviene tra l'altro per risolvere situazioni di parità tra i concorrenti.
La voce fuori campo era Pietro Ubaldi. La sigla della trasmissione è Hot Stuff (Let's Dance) di Craig David.
La prima puntata in onda il 13 aprile ha totalizzato il 6% circa di share.

## Concorrenti
| Categoria      | Ballerini              | Età     | Ballerine                          | Età     |
| -------------- | ---------------------- | ------- | ---------------------------------- | ------- |
| Danza Classica | Vito Antonio Colapinto | 19 anni | Altagracia Elisabeth Sandoval Pena | 23 anni |
|                | Francesco Crimi        | 19 anni | Pui-San Tsang                      | 21 anni |
|                | Carlo Pucci            | 22 anni | Barbara Bevilacqua                 | 19 anni |
|                | Giuseppe Curatolo      | 20 anni | Annalisa Casillo                   | 20 anni |
| Danza Moderna  | Danilo Aiello          | 18 anni | Leslie Giaquinta                   | 18 anni |
|                | Angelo Langella        | 23 anni | Ada Vitale                         | 21 anni |
|                | Vito Coppola           | 20 anni | Federica Toro                      | 21 anni |
|                | Giordano Orchi         | 19 anni | Federica Zei                       | 19 anni |
|                | Jody Proietti          | 18 anni | Francesca Faraco                   | 19 anni |
|                | Salvatore Affinito     | 22 anni | Veronica Lepri                     | 18 anni |
|                | Lorenzo Morrone        | 22 anni | Ramona Marinelli                   | 26 anni |
|                |                        |         | Valentina D'Apuzzo                 | 22 anni |
| Danza Hip Hop  | Stefano Ferrari        | 24 anni | Morena Bonnici                     | 24 anni |
|                | Mattia Busco Gorgone   | 20 anni | Grazia Lovergine                   | 20 anni |
|                | Raimondo Sacchetta     | 19 anni | Melissa Manfredini                 | 23 anni |
|                | Lorenzo Daccò          | 23 anni | Giulia Mancini                     | 22 anni |
|                | Leonardo Rosso         | 19 anni | Federica Figuccio                  | 20 anni |

## Eliminazioni
| Puntata | Data           | Concorrente eliminato                                                            |
| ------- | -------------- | -------------------------------------------------------------------------------- |
| 1       | 25 aprile 2009 | Jody Proietti, Francesca Faraco, Federica Figuccio, Leonardo Rosso, Federica Zei |
| 2       | 2 maggio 2009  | Vito Coppola, Lorenzo Daccò                                                      |
| 3       | 9 maggio 2009  | Melissa Manfredini, Danilo Aiello                                                |
| 4       | 16 maggio 2009 | Leslie Giaquinta, Mattia Busco Gorgone                                           |
| 5       | 23 maggio 2009 | Grazia Lovergine, Veronica Lepri                                                 |
| 6       | 30 maggio 2009 | Angelo Langella, Giulia Mancini                                                  |
| 7       | 6 giugno 2009  | Raimondo Sacchetta, Salvatore Affinito                                           |
| 8       | 13 giugno 2009 | Valentina D'Apuzzo                                                               |

## La Finale
| Classifica | Categoria      | Coppia              |
| ---------- | -------------- | ------------------- |
| 1°         | Danza Hip Hop  | Morena & Stefano    |
| 2°         | Danza Classica | Annalisa & Carlo    |
| 3°         | Danza Classica | Altragracia & Vito  |
| 4°         | Danza Classica | Barbara & Francesco |
| 5°         | Danza Moderna  | Federica & Giordano |
| 6°         | Danza Moderna  | Ada & Lorenzo       |

Finalissima
| Categoria     | 2º Classificato | Vincitore      |
| ------------- | --------------- | -------------- |
| Danza Hip Hop | Stefano Ferrari | Morena Bonnici |

## Stage settimanali
| Settimana | Materia         | Insegnante           |
| --------- | --------------- | -------------------- |
| 1         | Tango           | Mariachiara Michieli |
| 2         | Bollywood dance | Marcella Bassanesi   |
| 3         | Sirtaki         | Luigi Martelletta    |
| 4         | Tip Tap         | Manuel Frattini      |
| 5         | Flamenco        | Marc Aurelio         |
| 6         | Rock 'N Roll    | Max Bartolini        |

## Tabella delle nomination
| Concorrente          | Settimana 1     | Settimana 1 Ballottaggio | Settimana 2    | Settimana 3 | Settimana 4 | Settimana 5                  | Settimana 5 Ballottaggio | Settimana 6 |
| -------------------- | --------------- | ------------------------ | -------------- | ----------- | ----------- | ---------------------------- | ------------------------ | ----------- |
| Francesco Crimi      | Barbara         | Raimondo                 | Angelo         | Raimondo    | Angelo      | Altagracia                   | Altagracia               | Ramona      |
| Pui-San Tsang        | Ada             | Danilo                   | Angelo         | Raimondo    | Salvatore   | Altagracia                   | Altagracia               | Ramona      |
| Vito Colapinto       | Francesco       | Danilo                   | Francesco      | Francesco   | Salvatore   | Giulia                       | Francesco                | Francesco   |
| Altagracia Sandoval  | Giulia          | Raimondo                 | Francesco      | Francesco   | Salvatore   | Francesco                    | Francesco                | Pui-San     |
| Carlo Pucci          | non entrato     | non entrato              | Angelo         | Stefano     | Salvatore   | Stefano                      | Stefano                  | Ramona      |
| Barbara Bevilacqua   | Danilo          | Danilo                   | Ada            | Francesco   | Salvatore   | Federica                     | Altagracia               | Ramona      |
| Ada Vitale           | Pui-San         | Danilo                   | Francesco      | Morena      | Veronica    | Altagracia                   | Altagracia               | Ramona      |
| Giordano Orchi       | immune          | immune                   | Vito Colapinto | Raimondo    | Veronica    | Stefano                      | Stefano                  | Ramona      |
| Federica Toro        | Danilo          | Raimondo                 | Angelo         | Raimondo    | Veronica    | Francesco                    | Francesco                | Ramona      |
| Stefano Ferrari      | Raimondo        | Danilo                   | Danilo         | Francesco   | Salvatore   | Giordano                     | Francesco                | Lorenzo     |
| Morena Bonnici       | Raimondo        | Danilo                   | Carlo          | Francesco   | Salvatore   | Pui-San                      | Altagracia               | Ramona      |
| Raimondo Sacchetta   | Danilo          | in ballottaggio          | Francesco      | Federica    | Salvatore   | Federica                     | Francesco                | Lorenzo     |
| Salvatore Affinito   | non entrato     | non entrato              | non entrato    | non entrato | Francesco   | Francesco                    | Francesco                | Lorenzo     |
| Ramona Marinelli     | non entrata     | non entrata              | non entrata    | non entrata | non entrata | non entrata                  | non entrata              | Pui-San     |
| Lorenzo Morrone      | non entrata     | non entrata              | non entrata    | non entrata | non entrata | non entrata                  | non entrata              | Pui-San     |
| Giulia Mancini       | Stefano         | Danilo                   | Ada            | Stefano     | Salvatore   | Stefano                      | Altagracia               | eliminata   |
| Angelo Langella      | Pui-San         | Raimondo                 | Francesco      | Francesco   | Salvatore   | Pui-San                      | Francesco                | eliminato   |
| Veronica Lepri       | non entrata     | non entrata              | non entrata    | non entrata | Federica    | eliminata                    |                          |             |
| Grazia Lovergine     | non entrata     | non entrata              | non entrata    | Giordano    | Veronica    | eliminata                    |                          |             |
| Mattia Busco Gorgone | non entrato     | non entrato              | non entrato    | Federica    | eliminato   |                              |                          |             |
| Leslie Giaquinta     | Raimondo        | immune                   | Angelo         | Grazia      | eliminata   |                              |                          |             |
| Danilo Aiello        | Raimondo        | in ballottaggio          | Angelo         | eliminato   |             |                              |                          |             |
| Melissa Manfredini   | Leslie          | immune                   | Ada            | eliminata   |             |                              |                          |             |
| Lorenzo Daccò        | Angelo          | Danilo                   | eliminato      |             |             |                              |                          |             |
| Vito Coppola         | Danilo          | Danilo                   | eliminato      |             |             |                              |                          |             |
| NOMINATO             | Danilo Raimondo | Danilo                   | Angelo         | Francesco   | Salvatore   | Altagracia Francesco Stefano | Francesco                | Ramona      |

## Ascolti della diretta
| Puntata | Data                  | Rete  | Telespettatori | Share |
| ------- | --------------------- | ----- | -------------- | ----- |
| 1       | 25 aprile 2009        | Rai 2 | 880.000        | 7,98% |
| 2       | 2 maggio 2009         | Rai 2 | 783.000        | 7,34% |
| 3       | 9 maggio 2009         | Rai 2 | 683.500        | 8,08% |
| 4       | 16 maggio 2009        | Rai 2 | 847.500        | 7,15% |
| 5       | 23 maggio 2009        | Rai 2 | 487.000        | 5,32% |
| 6       | 30 maggio 2009        | Rai 2 | 659.500        | 5,64% |
| 7       | 6 giugno 2009         | Rai 2 | 726.000        | 7,41% |
| 8       | 13 giugno 2009 Finale | Rai 2 | 842.000        | 9,28% |
| Media   |                       |       | 738.562        | 7,27% |